# Cryptophagus cellaris
Cryptophagus cellaris är en skalbaggsart som först beskrevs av Giovanni Antonio Scopoli 1763.  Cryptophagus cellaris ingår i släktet Cryptophagus, och familjen fuktbaggar. Arten är reproducerande i Sverige.

## Bildgalleri

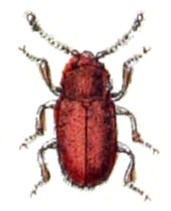